# 布蘭登堡交響樂團
布蘭登堡交響樂團（德語：Brandenburger Symphoniker）是設於德國哈弗尔河畔勃兰登堡的樂團，附屬於布蘭登堡劇院，其駐地為布蘭登堡文化和會議中心。

## 沿革
1810年，来自燧发枪团和掷弹兵团的普鲁士高階军乐家们创立了乐团。1866年起改称为勃兰登堡剧院管弦乐团。德国统一后，乐团再次更名为“勃兰登堡交响乐团”。
除了交響樂演出以外，同時也是一支劇院樂團，曾在萊茵斯貝格宮小歌劇節演出。他們經常於柏林、波茨坦、法蘭克福等地亮相，並定期在歐洲各國、美國、日本、南非、中國等地巡迴演奏。他們並且是帕尔马馬約卡音樂節（Festival MúsicaMallorca）的常客。

## 代表人物

### 首席指揮
- 1945年—1946年：马丁·维林斯
- 1946年—1950年：保罗·施沃布
- 1950年—1955年：保罗·迪纳
- 1955年—1956年：威利·班特尔曼
- 1957年—1958年：赫尔曼·约瑟夫·内勒森
- 1958年—1959年：汉斯·沃纳·尼科洛维斯
- 1959年—1964年：格哈德·瓦普勒
- 1964年—1967年：约亨·韦纳
- 1967年—1978年：罗尔夫·罗德
- 1978年—1985年：安德烈亚斯·威廉
- 1985年—1989年：克里斯蒂安·摩根斯坦
- 1990年—1999年：海科·马蒂亚斯·福斯特
- 2000年—2015年：迈克尔·赫尔姆拉斯
- 2015年—2020年：彼得·古尔克[6]
- 2023年起：安德魯·斯佩林[7][8][9][10]

## 其他
- 1997年，布蘭登堡樂團的部分音樂家另闢了藍花楹合奏團（Jacaranda Ensemble）。

## 外部連結
- 布蘭登堡交響樂團（德国国家图书馆目录相关文献）
- 布蘭登堡交響樂團的Discogs页面（英文）